# Atlantiska orkansäsongen 2005
Den atlantiska orkansäsongen 2005 pågick officiellt från den 1 juni 2005 till den 30 november 2005 (dock uppkom två ytterligare namngivna cykloner; TS Epsilon som var aktiv mellan 29 november och 9 december 2005, och TS Zeta mellan 30 december 2005 och 7 januari 2006). Historiskt sett bildas de allra flesta tropiska cyklonerna under denna period på året. Atlantiska orkansäsongen 2005 blev den överlägset värsta under 2000-talets första decennium, och innehöll exempelvis 27 namngivna tropiska cykloner (plus en subtropisk storm) varav fyra av dem nådde högsta kategorin (Emily, Katrina, Rita samt rekordorkanen Wilma).

## Stormar

### Tropiska stormen Arlene
Tropiska stromen Arlene formades nära Honduras den 8 juni och drev norrut. Den korsade västra Kuba den 10 juni och ökade till just under orkanstyrka innan den drev in över Florida nästa dag. Arlene försvagades när den fortsatte norrut över USA. Endast en person dödades i samband med Arlene och endast mindre skador har rapporterats.

### Tropiska stormen Bret
Tropiska stormen Bret var en kortlivad storm, som endast varade under 24 timmar mellan 28 och 29 juni.

## Orkanen Cindy
Orkanen Cindy var en tropisk cyklon som i korthet utvecklades till en kategori 1 orkan i Mexikanska golfen och nådde land vid Louisiana, USA. Cindy formades officiellt den 3 juni precis öster om Yucatánhalvön.

## Orkanen Dennis
Orkanen Dennis bildades i de sydöstra Karibiska havet och nästan direkt gjorde landkänning på Grenada som tropiskt lågtryck med vindar på 48 km/h. På morgonen den 5 juli ökade den till en tropisk storm.
På eftermiddagen den 6 juli utvecklades stormen till en tropisk orkan samtidigt som den avancerade mot Hispaniola. Nu var stormen en kraftfull och välorganiserad kategori 1-orkan. Efterföljande dag ökade orkanen snabbt i styrka, till en kategori 4-orkan. Då började orkanen röra sig i en mer nordlig kurs, mot Jamaica och Kuba. När den närmade sig Kuba stärktes dess styrka till just under en kategori 5-orkan.
Den 7 juli hamnade orkanen mellan Jamaica och Kuba, och hade landkänning nära Punta dal Inglés med vindar på 220 km/h sent den dagen men strax därefter nedgraderades till en kategori 3-orkan. Den ökade dock i styrka igen och den 8 juli slog den till mot syd-centrala Kuba, åter med vindar på 220 km/h. När Dennis rörde sig över bergen stördes dock dennes cirkulationssystem, och minskade i styrka så pass att den blev en kategori ett-orkan. Den fortsatte dock att uppmärksammas, då den kunde utveckla sig till en kategori fyra-orkan igen.
På morgonen den 10 juli ökade den till en kategori fyra-orkan igen. Orkanen fortsatte att röra sig norrut och hotade nu USA:s sydkust. Varningar utfärdades för Florida Panhandle, Alabama och Mississippi med befaraden att orkanen skulle träffa med nästan full styrka sen eftermiddag, men orkanen minskade då i styrka just före landkänning till en kategori tre-orkan.
Orkanen förlorade sedan styrka under dagen, och dog slutligen ut över Ontario den 13 juli.

## Orkanen Emily
Orkanen Emily drog fram över Karibiska havet och Mexikanska golfen och slutligen nådde Mexikos östkust nära gränsen till Texas.
Orkanen Emily gjorde landfall två gånger, dels vid Yucatánhalvön och samt i nordöstra Mexiko. Lyckligtvis skedde inte detta under den mest intensiva fasen vilket minskade skadeverkningarna. Orkanen dödade ändå 15 människor och orsakade skador för cirka 550 miljoner dollar.

### Tropiska stormen Bret
Tropiska stormen Franklin formades över Bahamas den 21 juli och drev oberäkneligt norrut, drev in över Bermuda den 26 juli. Franklin ökade i styrka nära Newfoundland den 30 juli, innan den uppsögs in i ett annat system. Det blev endast smärre skador på land och inga dödsfall rapporterades.

### Tropiska stormen Gert
Som ett tropiskt åskväder (det som får tropiska cykloner att bildas) korsade Gert Honduras och Yucatánhalvön innan den bildades till det sjunde namngivna tropiska lågtrycket den 23 juli vid Campeche bukten. Gert uppgraderades till en tropisk storm tidigt nästa dag och ökade i styrka precis innan den nådde land vid Tampico, med maxvindar på 70 km/h och minsta lufttrycket på 1005 mbar. Gert fortsatte in över Mexiko innan den avmattades dagen efter.

### Tropiska stormen Harvey
Tropiska stormen Harvey formades sydväst om Bermuda den 2 augusti och passerade nära Bermuda den 4 augusti med stora skyfall. Efter att Harvey hade fortsatt sin bana öster ifrån Bermuda nådde den sin topp innan den senare svängde nordost. Harvey ökade igen den 8 augusti och klarade sig några dagar till i atlanten.